# 5e cérémonie des Gérard de la télévision
Les Gérard de la télévision 2010 est la cinquième édition des Gérard de la télévision, une cérémonie qui récompense chaque année les pires émissions et personnalités du paysage télévisuel français. L'événement a lieu le 6 décembre 2010 en direct sur la chaîne Paris Première.

## Palmarès
Source : leparisien.fr

### Gérard de l'émission où tu t'inscris pour te taper une meuf et où finalement, tu te tapes la honte
- Qui veut épouser mon fils ? avec Elsa Fayer (TF1)
  - Tournez manège ! avec Cauet (TF1)
  - L'Amour est aveugle avec Arnaud Lemaire (TF1)
  - L'Amour est dans le pré avec Karine Le Marchand (M6)
  - Next (Direct Star)

### Gérard de l'animateur qui, avant, manquait de présence à l'écran et qui maintenant manque de présence sur l'écran
- Laurent Boyer dans Que sont devenues nos stars ? (M6)
  - Laurent Petitguillaume dans Côté maison (FR3)
  - Flavie Flament dans Les Rois du casse (Canal Jimmy)
  - Marie-Ange Nardi dans Téléshopping (TF1)
  - Alexandre Debanne dans Face au danger (Virgin 17)  (présent dans la salle au cas où)

### Gérard du « reubeu »coolde Canal
- Mouloud Achour dans Le Grand Journal (Canal+)
  - Abdel Alaoui dans L'Édition spéciale (Canal+)
  - Kamel le magicien dans Le Grand Journal (Canal+)
  - Ali Baddou dans Le Grand Journal (Canal+)

### Gérard de l'arriviste qui serait prêt à vendre les organes de ses enfants en échange d'une émission, n'importe quoi, n'importe où, mais une émission, tenez, voilà un rein, je vous fais les deux pour unprime-time
- Faustine Bollaert dans Dilemme (W9)
  - Alexia Laroche-Joubert dans Chaps and the city (Équidia)
  - Elsa Fayer dans Qui veut épouser mon fils ? (TF1)
  - Laurie Cholewa dans Encore une chanson (FR2)
  - Éric Naulleau dans Ça balance à Paris (Paris Première)  (présent dans la salle au cas où)

### Gérard de l'émission au titre mensonger
- La Ferme Célébrités (TF1)
  - Belle toute nue (M6)
  - Nouvelle Star (M6)
  - Les Stars du rire (FR2)
  - Pékin Express (M6)
  - Vivement dimanche (FR2)

### Gérard de l'animateur accroché à sa chaîne comme un vieux morpion à sa couille
- William Leymergie dans Télématin (France 2)
  - Michel Drucker dans Vivement dimanche (France 2)
  - Claire Chazal dans le JT (TF1)
  - Jean-Pierre Foucault dans Qui veut gagner des millions ? (TF1)
  - Christophe Dechavanne dans La Roue de la fortune (TF1)
  - Jean-Pierre Pernaut dans le JT (TF1)

### Gérard de l'animateur qui porte bien son nom
- Steevy Boulay (France 4)
  - Jacques Legros (TF1)
  - Karl Zéro (BFM TV)
  - Jean-Pierre Pernaut (TF1)
  - Valérie Expert (LCI)

### Gérard de l'animateur qui porte mal son nom
- Magloire (TF6)  (qui est venu en personne récupérer son prix) 
  - Christine Bravo (TF1)
  - Alex Goude (M6)
  - Françoise Joly (FR2)

### Gérard de l'émission où on te fait croire que tu peux réussir un mille-feuilles de gambas et asperges vertes pochées minute aux cinq épices sur son coulis de Saint-Jacques au Pouilly-Fuissé et sa salade de jeunes pousses du marché au miel de lavande, alors que t'as déjà du mal à faire cuire tes coquillettes
- MasterChef avec Carole Rousseau (TF1)
  - Top Chef avec Sandrine Corman (lors de la cérémonie c'est son successeur Stéphane Rotenberg qui est cité) (M6)
  - Un dîner presque parfait (M6)
  - M.I.A.M. avec Cyril Lignac (M6)
  - A vos fourchettes avec Grégory Galiffi (Direct 8)

### Gérard de l'animateur qu'on n'a pas envie de voir en slip
- Éric Zemmour  (prix récupéré par Éric Naulleau) 
  - Pierre Ménès
  - Arlette Chabot
  - Jean-Marc Morandini
  - Pascal Bataille et Laurent Fontaine

### Gérard de l'animateur qui s'est trompé de métier
- Jean-Marc Morandini, qui anime l'émission de faits divers Présumé Innocent (Direct 8) alors qu'il a le sourire d'un Raëlien dissident qui sonne chez toi à 7 h 30 pour t'expliquer comme c'est merveilleux de voir couler le sang d'une chèvre offerte aux Elohims.
  - Bruce Toussaint, qui anime un remake du Petit rapporteur avec Tout le monde il est beau (Canal+) alors qu'il a une gueule à vendre des assurances chez Groupama.
  - Jean-Michel Aphatie, responsable des interviews politiques au Grand Journal (Canal+) alors que quand il parle, on dirait une pub pour du cassoulet.
  - Éric Naulleau, qui anime l'émission culturelle Ça balance à Paris (Paris Première) alors qu'il a plutôt une tête à rendre la réplique à Philippe Chevallier dans Ma femme s'appelle Maurice.
  - William Carnimolla, chantre de la beauté des femmes rondes dans Belle toute nue (M6) alors qu'il est plus tata que Zaza Napoli.

### Gérard de l'émission, quand tu vois les candidats, tu milites pour l'avortement
- Dilemme avec Faustine Bollaert (W9)
  - Secret Story avec Benjamin Castaldi (TF1)
  - Next (Direct Star)
  - L'Amour est aveugle avec Arnaud Lemaire (TF1)
  - Qui veut épouser mon fils ? avec Elsa Fayer (TF1)
  - L'Ecole des fans avec Philippe Risoli (Gulli)

### Gérard du prochain Jean-Luc Delarue bonsoir bonsoir aaaaaaagagGFA GAGAGAgGG GAAAAAAAAAH RAAAAAAAAH GU GU GU GU NICHONS
- Julien Lepers OH OUI OH OUI OH OUI OH JE L'AIME CE JEU AAAAHAHAHAAH GGAGAGAGGA ! (France 3)
  - Eugène Saccomano WOHLALALALAALALALAALALAA C'EST PAS POSSIIIIIIIIIIIIIIIIBLE GAGAG AGU ! (I-Télé)
  - Paul Wermus MAIS ENFIN MAIS NON MAIS ENFIN MAIS AGAGAGAGAGA GU GU GU GU ! (FR3)
  - Jean-Michel Larqué A GAUCHE A GAUCHE A GAUCHE O LALALALALALALALALA SUCE MOI SUCE MOI ABIDAL, GAHAHA ! (TF1)
  - Nikos Aliagas BOSOIR BOSOIR BIENVENUE SUR TF1 BOSOIR BOSOIR AARRRGHGHAGGGAHGHAG ! (TF1)

### Gérard de l'actrice qui bénéficie des réseaux de son futur ex-mari
- Arielle Dombasle, dans la pub Joker +, le nouveau jeu à gratter de la Française des jeux.

### Gérard de la pub tellement stressante qu'elle te donne envie de débrancher ta télé, renoncer à la société de consommation et aller t'entraîner dans un camp d'Al Qaida au Yémen
- La pub Optic 2000 avec Johnny qui gueule Woptic 20000000 ![2]
  - La pub Orange où l'architecte et le conseiller de clientèle Orange parlent en même temps.
  - La pub Carglass et son slogan Carglass répare, Carglass remplace.
  - La pub MMA et son slogan Zéro tracas zéro blabla, MMA.
  - La pub Groupama avec l'apparition toujours inattendue de Cerise : Oh, mais c'est Cerise de Groupama !
  - La pub Silhouette active de Candia avec la vieille qui fait un faux accent pied-noir : Vous avez la brique rose pour manger moins d'bouleeeettes ?

### Gérard de l'animatrice que les chaînes se refilent comme un herpès à chaque rentrée
- Elsa Fayer qui après Fun TV, M6, France 2, France 3 et RTL9 se retrouve sur TF1 dans Qui veut épouser mon fils ?.
  - Karine Ferri qui après M6, Fun TV, TF6, W9 et M6 se retrouve sur Direct 8 dans L'Amour au menu.
  - Ariane Brodier qui après M6, Fun TV, NT1, France 2, Virgin 17, Ma Chaîne Étudiante, W9 et Disney Channel se retrouve sur Direct 8 dans Morandini!.
  - Nathalie Vincent qui après M6, TF1 et IDF1 se retrouve sur Direct 8 dans Drôles de vidéos.

### Gérard de l'accident industriel
- Ça va s'Cauet avec Cauet (TF1)
  - Encore une chanson avec Laurie Cholewa (FR2)
  - On n'demande qu'à en rire avec Laurent Ruquier (FR2)
  - Le Bureau des Plaintes avec Jean-Luc Lemoine (FR2)
  - Qui peut battre Benjamin Castaldi ? avec Benjamin Castaldi (TF1)
  - Tout le monde il est beau avec Bruce Toussaint (Canal+)
  - Caméra Café 2 avec, euh... (M6)

### Gérard de l'animatrice qu'il faudrait supprimer (du PAF)
- Faustine Bollaert dans Dilemme (W9)
  - Laurie Cholewa dans Encore une chanson (FR2)
  - Daniela Lumbroso dans Chabada (FR3)
  - Laurence Ferrari dans le JT (TF1)
  - Alexia Laroche-Joubert dans Chaps and the city (Équidia)
  - Carole Rousseau dans MasterChef (TF1)

### Gérard de l'animateur qu'il faudrait éliminer (du PAF)
- Michel Denisot dans Le Grand Journal (Canal+)
  - Frédéric Lopez dans Panique dans l'oreillette (FR2)
  - Arnaud Lemaire dans L'Amour est aveugle (TF1)
  - Éric Naulleau dans Ça balance à Paris (Paris Première)  (présent dans la salle au cas où)
  - Christian Jeanpierre dans Téléfoot (TF1)
  - Benjamin Castaldi dans Secret Story (TF1)